# Гольчево (гмина)
Гольчево (пол. Golczewo) — гмина (волость) в Польше, входит как административная единица в Каменьский повет, Западно-Поморское воеводство. Население — 6077 человек (на 2005 год).